# Lennart
Lennart er et drengenavn, der er en svensk form af navnet Leonard. Navnet anvendes også en del i Danmark sammen med varianter som Lennert, Lennarth, Lennard og Lenarth.

## Kendte personer med navnet
- Lennart Ginman, dansk bassist og komponist.
- Lennart Hyland, svensk tv-vært.
- Lennart Johansson, svensk tidligere FIFA-præsident.
- Lennart Skoglund, svensk fodboldspiller.
- Lennart Torstenson, svensk feltmarskal.